# Rhododendron stenopetalum
Rhododendron stenopetalum är en ljungväxtart som först beskrevs av Hogg, och fick sitt nu gällande namn av D.J. Mabberley. Rhododendron stenopetalum ingår i släktet rododendron, och familjen ljungväxter. Inga underarter finns listade i Catalogue of Life.